# ماهداد
ماهداد نام اولین موبدان موبد دوره ساسانی است که در زمان اردشیر یکم به این جایگاه دست یافت. مشخص نیست که این منصب پیش از ساسانیان نیز وجود داشته یا خیر.

## منبع
1. ↑  لغتنامه دهخدا-سرواژه ماهداد